# Péter Lóránt
Péter Károly Lóránt (Budapest, Hungría, 23 de octubre de 1985) es un jugador de baloncesto profesional húngaro que milita en el Atomerőmű SE de su país.

## Trayectoria deportiva
Nació en Budapest y ha desarrollado su vida deportiva en su país hasta que la temporada pasada militara en las filas del conjunto belga del Sanex Amberes. Fichó temporalmente por el Ricoh Manresa para paliar las bajas por lesión de Rubén Burgos y Guillem Rubio, cuando ambos jugadores se recuperaron el equipo catalán le dio la baja en 2007, el pívot húngaro firmó por el Autocid Ford.

## Características
Jugador importante en el juego colectivo, muy trabajador en ambos lados de la pista y que posee, pese a la posición en la que juega, un buen tiro exterior.

## Clubs
- 2006-2007: Sanex Amberes. Bélgica
- 2007: Ricoh Manresa. España
- 2007-2011: Autocid Ford Burgos. España
- 2011-2012: San Sebastián Gipuzkoa Basket Club. España
- 2012-2013: Pallacanestro Virtus Roma. Italia
- 2013–2014:	Szolnoki Olaj  Hungría
- 2015:	Victoria Libertas Pesaro.  Italia
- 2015–2019: Alba Fehérvár.  Hungría
- 2019–presente: Atomerőmű SE.  Hungría